# When the Tigers Broke Free
„When the Tigers Broke Free“ je osmý singl britské skupiny Pink Floyd, který byl vydán ve Spojeném království. Singl vyšel v červenci 1982 (viz 1982 v hudbě) a de facto pochází z filmu Pink Floyd: The Wall. V britské hitparádě se umístil nejlépe na 39. místě.
Píseň „When the Tigers Broke Free“ je silně autobiografická, baskytarista Pink Floyd Roger Waters v ní píše o osudu svého otce, který padl za druhé světové války při vylodění u italského Anzia. Tématem jejího protiválečného textu je lehkomyslnost, s níž bylo britské velení schopno obětovat životy prostých vojáků v poli. Poslední verš zní: „And that's how the High Command took my daddy from me.“ (česky: A takto mi velení vzalo tatínka.)
Skladbu Waters napsal původně pro album The Wall (vydáno v roce 1979), kde se však z nedostatku místa již neobjevila. Byla však zahrnuta do filmové verze alba, snímku Pink Floyd: The Wall, kde otevírá celý film při záběrech na Pinkova (respektive Watersova) otce. Nedlouho po premiéře filmu vyšla píseň i jako singl.
Na B straně singlu se nachází skladba „Bring the Boys Back Home“, která poprvé vyšla už na The Wall. Tato verze je ale odlišná (není zde Watersův zpěv, ale pouze sbor) a především prodloužená, podobně jako ve filmu.
Na přebalu singlu bylo napsáno „From the forthcoming album The Final Cut“ („Z připravovaného alba The Final Cut“). Deska The Final Cut byla totiž původně plánovaná jako částečný soundtrack k filmu Pink Floyd: The Wall. Tomu se ale tak nestalo, The Final Cut bylo vydáno jako regulérní studiové album, i když částečně s hudbou, která měla být (ale nebyla) použita pro desku The Wall.
Při reedici The Final Cut v roce 2004 byla do tohoto alba začleněna i skladba „When the Tigers Broke Free“ (o délce 3:16), nachází se mezi písněmi „One of the Few“ a „The Hero's Return“.

## Seznam skladeb
1. „When the Tigers Broke Free“ (Waters/Waters) – 2:53
2. „Bring the Boys Back Home“ (Waters/Waters) – 1:40